# Monique Wadsted
Monique Vibeke Wadsted, född 19 september 1957, är en svensk advokat. Wadsted har bland annat gjort sig känd genom att företräda amerikanska filmbolag i rättsprocesser mot The Pirate Bay och svenska fildelare. Hon har också varit programledare för TV-programmet Rättens tjänare på TV8.
Monique Wadsted har företrätt Swedish Match i ett mål i Högsta domstolen om gränsen mellan yttrandefrihet och reklam. Därutöver har hon företrätt Duracell mot Philips, KF mot Gillette, Canal+ mot TV 1000, Duka mot Bodum och haft många andra mål om upphovsrätt och marknadsföring. 

## Biografi

### Bakgrund och översikt
Monique Wadsted blev ledamot av Advokatsamfundet 1994 och var ledamot av Advokatsamfundets rättssäkerhetsråd 1994–1997. Åren 1996-2003 var hon ledamot av IT-kommissionens Rättsobservatorium och  styrelseledamot i BitoS 1998–2007. Hon var 2000–2016 ledamot i Näringslivets Delegation för Marknadsrätt, 2002–2012 ledamot i Svenska ICC:s Marknadsföringskommitté och sedan 2004 ledamot i Forskningspanelen för Medierätt inom Stockholm Center for Commercial Law. 2004 utsågs hon till domännamnstvistlösare för II-stiftelsens alternativa tvistlösningsförfarande. Wadsted är sedan våren 2021 ledamot av Svensk Travsports Ansvars- och disciplinnämnd.

### Kända mål
Under åren 1986–1992 var Monique Wadsted, tillsammans med bland andra Kim Klein och Kristian Petri, ledamot i styrelsen för Kulturföreningen Nocturne. Den drev klubben Lido på Hornsgatan 92.
Wadsted företrädde scientologerna och utredde frågan om förhållandet mellan reglerna om allmänna handlingar och upphovsrätten för scientologerna efter att Zenon Panoussis lämnat in de så kallade NOT-dokumenten till Sveriges riksdag för att de skulle kunna fortsätta spridas, då som allmänna handlingar under offentlighetsprincipen. Offentlighetsprincipen gav i princip allmänheten tillgång till den hemliga och upphovsrättsskyddade "bibeln" från 1997 till år 2000 då en proposition med undantag från tryckfrihetsförordningen som gjorde att NOT-dokumenten blev belagda med sekretess antogs, delvis efter påtryckningar från USA.
Monique Wadsted har även företrätt Killinggänget mot Fonus om deras Fonusparodi på Spermaharen och Unibet mot ATG i ett mål om databasintrång.
2014 företrädde Monique Wadsted journalisten Pia Gadd i målet Svensson v Retriever Sverige AB, inför Europeiska unionens domstol (EU-domstolen) rörande länkning och upphovsrätt.
Hon företrädde Bringwell Sverige AB Högsta domstolen (NJA 2017 s. 9) i ett mål rörande skadeståndsansvar orsakat av ett interimistiskt förbud som inte upprätthölls. Målet rörde den lagliga grunden för skadeståndsansvar, beräkning av skadestånd samt hur bevisning för utebliven vinst ska värderas. 
Wadsted företrädde den under #metoo-kampanjen hösten 2017 flerfaldigt anklagade medieprofilen Fredrik Virtanen, i dennes kamp mot de medier som efter anklagelserna publicerade både hans namn och bild.
Monique Wadsted har också företrätt Aron Flam i målet rörande hans bokomslag till Det här är en svensk tiger. Först hävdes åklagarens beslag av en upplaga av boken, och sedan friades han från anklagelsen om upphovsrättsintrång.
Wadsted har företrätt Bianca Meyer mot den så kallade Förtalsombudsmannen, i det här fallet mot Nick Alinia i ett mål där han kräver skadestånd för påstådd kränkning i podcasten Unge Meyers lidande. Målet låg i maj 2024 i Högsta domstolen för prövning av frågan om målet ska behandlas som ett förenklat eller vanligt tvistemål. Prövningen blev konkluderad i slutet av 2024 och gav Nick Alinia bifall.
I ett mål försvarade hon den som gjorde upphovsrättsintrång: Alex Schulman, som utan tillstånd och utan att ange upphov publicerade en bild från nyhetssajten Stockholmsposten.se på sin blogg. Det slutade, efter att Wadsted erbjudit 225 kronor i ersättning, med förlikning på 3000 kronor.